# Ornitholestes
Ornitholestes ("pljačkaš ptica") je bio maleni teropod iz perioda kasne jure, prije oko 154 milijuna godina; nastanjivao je zapad Laurazije (dio koji će postati Sjeverna Amerika). Do dan danas otkriven je samo jedan nepotpun skelet, i jako loše očuvana lubanja iz kamenjara Bone Cabin blizu Medicine Bowa, Wyoming, 1900. godine. Henry Fairfield Osborn ga je opisao 1903. godine. Jedna nepotpuna ruka je poslije pripisana rodu Ornitholestes, ali sada se čini da pripada Tanycolagreusu. Tipična (i jedina poznata) vrsta je O. hermanni. Naziv vrste mu je dat u čast preparatora Američkog prirodoslovnog muzeja, Adama Hermanna.

## Opis
Ornitholestes je bio dvonožni mesožder. Glava mu je proporcionalno bila manja nego kod većine drugih dinosaura grabežljivaca, ali je bila teške građe, s kratkom njuškom i robusnom donjom čeljusti. Očne duplje bile su vrlo velike, čak 25 % ukupne dužine lubanje. Ne postoje dokazi da je postojao koštani prsten u oku.
Prednji zubi bili su pomalo kupasti, sa smanjenim nazubljenjima; stražnji zubi bili su zakrivljeniji i s oštrijim nazubljenjima, slično kao i kod drugih teropoda. Henry Fairfield Osborn (1903.) je izbrojao četiri zuba u premaksili, od kojih je prvi bio najveći u gornjoj čeljusti. Za razliku od njega, Gregory S. Paul (1988.) je rekonstruirao lubanju sa samo tri premaksilarna zuba, mnogo manja od onih koje je ilustrirao Osborn. U svakoj maksili (glavnoj kosti koja je nosila zube u gornjoj čeljusti) nalazilo se 10 zuba, a u donjoj čeljusti postojalo je 12 zuba. Redovi zuba kod Ornitholestesa bili su kratki, u donjoj čeljusti čak i kraći nego u gornjoj. Zubi nisu dopirali sve do očne duplje, a ni jedan red zuba nije obuhvatao više od jedne trećine dužine lubanje.
Jedno područje blizu nosnica izgleda kao da naginje prema gore, što je navelo Gregoryja S. Paula da u svojoj knjizi Predatory Dinosaurs of the World (1988.) predloži da je Ornitholestes imao maleni rog na nosu. I Oliver W.M. Rauhut (2003.) i Kenneth Carpenter et al. (2005.a) su odbili tu interpretaciju i naveli da je naginjanje prema gore izazvano lomljenjem lubanje poslije smrti. Paulova korigirana ilustracija Ornitholestesa u knjizi Princeton Field Guide to Dinosaurs (2010.) više ne prikazuje rog na nosu.
Ornitholestes je imao relativno kratak vrat lagano zakrivljen u oblik slova S. Rep je bio dug i nalik na bič i činio je više od polovine dužine tijela. Nisu očuvani svi kralješci, ali je Osborn (1917.) procijenio da je Ornitholestes imao devet do deset vratnih kralježaka, 13 leđnih kralježaka, četiri karlična kralješka i 39 do 44 repna kralješka. Carpenter et al. (2005a) su zabilježili pet karličnih kralježaka. Ornitholestes je bio teropod kratkog tijela.
Prednji udovi Ornitholestesa bili su relativno dugi, malo kraći od dvije trećine dužine zadnjih udova. Ramena kost bila je teške građe, i neznatno duža od palčane kosti i lakatne kosti. I ramenu i palčanu kost držao je ravno. Pandže na 1. i 2. prstu na ruci bile su otprilike iste veličine. Iako kost pandže trećeg prsta nije očuvana, ekstrapolacija od najbližih srodnika Ornitholestesa ukazuje na to da je vjerojatno bila kraća od prva dva.
Ornitholestes se često prikazuje kao brz i dugonog teropod, ali su kosti donjeg dijela noge bile prilično kratke. Osborn (1917.) je izračunao da je goljenična kost bila samo 70,6% dužine butne kosti. Kosti stopala bile su usko odvojene, ali nisu bile spojene. Kao što je tipično za teropode, stopala su bila tridaktilna. John H. Ostrom (1969.) je primijetio da je pandža na 2. prstu bila veća od onih na 3. i 4. prstu, pa je predložio da je na tom prstu postojala pandža kao kod Deinonychusa. Međutim, kao što su primijetili i Ostrom (1969.) i Paul (1988.), loša očuvanost 2. prsta čini nemogućim to potvrditi.
Osborn je 1903. godine, u opisu Ornitholestesa, napisao da je njegova dužina, zajedno s lubanjom i kralješnicom (prema rekonstrukciji skeleta) bila 2,22 m. Međutim, ta rekonstrukcija bila je netočna, zato što se bazirala na restauraciji bazalnog sauropodomorfa Anchisaurusa s predugim vratom i trupom koju je napravio Othniel Charles Marsh. David Norman (1985.) i John Foster (2007.) su procijenili da je Ornitholestes bio dug oko 2 m. Gregory S. Paul je 1988. godine u svojoj knjizi Predatory Dinosaurs of the World postavio dužinu Ornitholestesa na oko 2,08 m.
Paul (1988.) i Foster (2007.) su procijenili da je Ornitholestes težio oko 12,6 kg. John A. Long i Peter Schouten (2008.) su predložili malo veću težinu, 15 kg.

## Otkriće i naziv
Ornitholestes je bio prvi teropod otkriven u 20. stoljeću. Holotipni skelet (AMNH 619) iskopan je 1900. godine u kamenolomu Bone Cabin, Wyoming tijekom jedne ekspedicije Američkog prirodoslovnog muzeja. Henry Fairfield Osborn mu je dao naziv i znanstveno ga je opisao 1903. godine. Naziv roda Ornitholestes, kojeg je predložio Theodore Gill, znači "pljačkaš ptica" i potiče od grčkog ὄρνις/ornitos ("ptica") i λῃστήσ/lestes ("pljačkaš"). Naziv vrste (O. hermanni) dat mu je u čas Adama Hermanna, glavnog perparatora u spomenutom muzeju, koji je vodio restauraciju i postavljanje skeleta.
Osborn je 1903. godine priključio nepotpunu ruku (AMNH 587) rodu Ornitholestes kada je 1903. godine opisao taj rod. Međutim, kako je primijetio i Gregory S. Paul (1988.), loše stanje tipičnog primjerka čini ovu vezu "provizornom". Kenneth Carpenter et al su 2005. godine opisali jednog novog malenog teropoda, Tanycolagreusa, čiji skelet je pronađen u kamenolomu Bone Cabin samo nekoliko stotina jardi od AMNH 587. Budući da je AMNH 587 bio praktično identičan očuvanoj ruci tipičnog primjerka Tanycolagreusa, sada se smatra da pripada tom rodu, a ne rodu Ornitholestes. Slijedeći ovu promjenu, Phil Senter (2006.) je napomenuo da se "naše znanje o rodu Ornitholestes sada može izvući samo iz holotipnog primjerka." John Foster (2007.) je prijavio da neki fragmenti pronađeni u kamenolomu Dry Mesa možda pripadaju Ornitholestesu, ali još uvijek nisu opisani.

## Klasifikacija i sistematika
Infrared Coelurosauria je tradicionalno bio "kanta za smeće" za sve manje teropode. Ornitholestes je, zbog svoje malene veličine, svrstan kao celurosaur. Jacques Gauthier je 1986. godine redefinirao ovo i nekoliko drugih patoloških termina na rigorozniji način, na osnovu kladističkih metoda. Tetanuri su definirani kao današnje ptice i svi teropodi srodniji pticama nego karnosaurima. Gregory S. Paul je 1988. godine predložio da je Ornitholestes bio vrlo sličan po strukturi lubanje Proceratosaurusu, srednjojurskom teropodu iz Engleske. Svrstao je ta dva roda zajedno u Ornitholestinae — novu potporodicu unutar Allosauridae — i spekulirao da su bili u bliskijem srodstvu mnogo većem Allosaurusu nego drugim malenim teropodima. Međutim, klasifikacija Ornitholestesa kao srodnika alosaura pokazala se neodrživom, pa ju je Paul na kraju napustio. Sve objavljene kladističke analize su pokazale da je Ornitholestes celurosaur definirano prema Gauthieru, a vjerojatno i primitivni član napredne grupe Maniraptora, iako još uvijek ima nekih nesuglasica u vezi njegove točne pozicije unutar ove grupe.

## Paleobiologija
Bruce Rothschild i drugi paleontolozi su 2001. godine pregledali 20 kostiju stopala roda Ornitholestes, ali ni na jednoj nisu pronađeni tragovi loma.

### Funkcija prednjih udova
U biomekaničkom istraživanju koje je proveo Phil Senter (2006.) korišteni su povezani odljevi desnog prednjeg uda tipičnog primjerka Ornitholestesa kako bi se utvrdio opseg pokretanja. Senter je otkrio da se podlaktica mogla pokretati slobodno za 95°. Kada je bila savijena prema unutra u laktu to maksimuma, humerus i radius su formirale kut od 53°. Sposobnost Ornitholestesa da savije podlakticu pod uglom znatno šiljastijim od 90° je osobina maniraptora, ali ne postoji kod primitivnijih teropoda kao što su Coelophysis i Allosaurus.
Čak i kada je bila potpuno ispravljena u laktu, podlaktica nije formirala prav ugao, za to su joj nedostajala još 22°. Pronacija ili supinacija (zakretanje) podlaktice i ruke bile su nemoguće, zato što radius i ulna nisu imale površine podešene za to.
Kada je Ornitholestes savijao lakat, podlaktice bi se pokretale prema unutra. On je možda koristio tu sposobnost da bi s obje ruke simultano ugrabio plijen.

### Ishrana
Henry Fairfield Osborn je 1903. godine u opisu Ornitholestesa, primijetio njegove velike i kupaste prednje zube, "grabežljive ruke" i "rep koji mu je davao ravnotežu"; to je shvatio kao prilagodbe lovu na tadašnje ptice. Osborn je poslije odbacio tu hipotezu, ali ne prije nego što je Charles R. Knight nacrtao uticajnu i naširoko objavljivanu ilustraciju Ornitholestesa koji lovi Archaeopteryxa. Knightova ilustracija, i ostale koje su potekle od nje, nastavile su se pojavljivati u popularnim knjigama o dinosaurima tijekom 20. stoljeća.
David Norman (1985.) je priznao da je "moguće ali ne baš vjerojatno" da je Ornitholestes možda lovio i hranio se primitivnim pticama. Noviji su autori, međutim, predložili ishranu malenim kopnenim kralježnjacima. Sisavci, gušteri, žabe, daždevnjaci, rinhocefali i tek izlegnuti dinosauri bili bi potencijalni plijen. Gregory S. Paul (1988.) je smatrao da je Ornitholestes možda koristio svoje kupaste prednje zube za hvatanje ribe. Norman (1985.) je predložio da su mu robusna lubanja i donja čeljust omogućavale da lovi "veći i aktivniji plijen" nego ostali maleni teropodi. U tom je smislu David Lambert (1993.) spekulirao da je Ornitholestes, u slučaju da je lovio u čoporu, mogao "uloviti ornitopoda veličine neodraslog Camptosaurusa."
John Foster, specijalista za formaciju Morrison, je 2007. godine predložio mogućnost dijeljenja iste niše između Ornitholestesa i njemu kontemporarnog Coelurusa, koji je bio otprilike iste veličine kao i prvi. Teorizirao je da je Ornitholestes sa svojim velikim očima mogao biti specijaliziran za noćni lov, dok bi se Coelurus fokusirao na vrste aktivnije danju. Foster je, međutim, primijetio da je ta hipoteza vrlo spekulativna; nedostatak fosilizirane lubanje Coelurusa čini nemogućim provjeriti da li su mu one bile proporcionalno manje nego kod Ornitholestesa.
Paul (1988.) je procijenio da bi endotermnom Ornitholestesu težine 12 kg bilo potrebno 700 grama mesa dnevno.

### Perje
Ornitolog Percy Lowe je 1944. godine hipotezirao da je Ornitholestes možda imao perje. Međutim, njegova interpretacija ostala je neprimijećena više od pola stoljeća; u većini rekonstrukcija teropoda, uključujući Ornitholestesa, oni su prikazivani s krljuštima kao kod guštera. Jedan od rijetkih izuzetaka bila je knjiga Gregoryja S. Paula Predatory Dinosaurs of the World (1988.). U svojoj knjizi The Dinosaur Heresies (1986.) Robert T. Bakker je točno predvidio prisustvo perja kod dromeosaurida i tvrdio je da su svi dinosauri bili endotermni; a opet nije uključio i perje u ilustraciji Ornitholestes.
U Kini je 1996. godine otkriven primitivni celurosaur Sinosauropteryx. Njegov dobro očuvan fosil pokazivao je tragove rudimentarnog perja nalik na krzno. Kao rezultat tog i drugih sličnih otkrića, većina paleontologa sada smatraju vjerojatnim da su svi celurosauri bili pokriveni nekom vrstom perja ili da su potekli od predaka koji jesu. Na osnovu njegove filogenetske pozicije, John Foster (2007.) je zaključio da bi perje kod Ornitholestesa vjerojatno bilo primitivnije nego kod ptica; vjerojatno bi "perje pokrivalo cijelo tijelo osim nogu kratkim ogrtačem, možda s dužim perjem na vrhu lubanje ili vrata i na stražnjem rubu podlaktice. Pretpostavljajući da je imao perje, ono mu je vjerojatno služilo za inzulaciju, a možda i kao pomoć pri ležanju na jajima.

## Fusnote
1. ↑  Turner, C.E. and Peterson, F., (1999). "Biostratigraphy of dinosaurs in the Upper Jurassic Morrison Formation of the Western Interior, U.S.A." Pp. 77–114 in Gillette, D.D. (ed.), Vertebrate Paleontology in Utah. Utah Geological Survey Miscellaneous Publication 99-1.
2. ↑  Lambert (1993), p. 79
3. ↑  Paul (1988a), p. 306; Norman (1985), p. 42; Norman (1990), p. 293
4. ↑  Osborn (1903), p. 460; Chure (1998), p. 238
5. 1 2  Paul (1988b), p. 6
6. ↑  Paul (1988b), p. 3; Norman (1990), p. 293
7. ↑  Osborn (1903), p. 460; Osborn (1917), p. 734
8. ↑  Paul (1988b), p. 4; Norman (1990), p. 293
9. ↑  Osborn (1903), p. 460
10. ↑  Paul (1988b), p. 3; Norman (1990), p. 292
11. ↑  Osborn (1903), p. 460; Norman (1990), p. 293
12. 1 2  Paul (1988a), p. 303
13. ↑  Rauhut (2003), p. 27; Carpenter et al. (2005a), p. 53
14. ↑  Paul (2010), p. 123
15. ↑  Carpenter et al. (2005a), pp. 49, 54
16. ↑  Osborn (1917), p. 734; Lambert (1993), p. 78
17. ↑  Osborn (1917), p. 735–736
18. ↑  Carpenter et al. (2005a), p. 58
19. ↑  Carpenter et al. (2005a), p. 49, 69
20. ↑  Ostrom (1969), p. 146; Paul (2002), p. 236
21. ↑  Osborn (1917), p. 738; Carpenter et al. (2005b), p. 45
22. ↑  Carpenter et al. (2005a), p. 60, 62
23. 1 2 3  Senter (2006), p. 1030
24. ↑  Paul (1988a), p. 306
25. ↑  Osborn (1917), p. 737
26. ↑  Carpenter et al. (2005a), p. 67
27. ↑  Osborn (1903), p. 463
28. ↑  Ostrom (1969), p. 161
29. ↑  Ostrom (1969), p. 161; Paul (1988b), p. 6
30. 1 2 3 4  Osborn (1903), p. 459
31. ↑  Osborn (1917), p. 735; Paul (1988b), p. 3
32. ↑  Norman (1985), p. 39; Foster (2007), p. 178
33. ↑  Paul (1988a), p. 305
34. ↑  Paul (1988a), p. 305; Foster (2007), p. 178
35. ↑  Long and Schouten (2008), p. 73
36. ↑  Fastovsky and Weishampel (2005), p. 291
37. ↑  Osborn (1903), p. 459–464
38. ↑  Osborn (1903), p. 459; Osborn (1917), p. 733
39. ↑  Osborn (1903), p. 459; Osborn (1917), p. 736
40. ↑  Paul (1988b), p. 3
41. ↑  Carpenter et al. (2005b), p. 23, 39
42. ↑  Carpenter et al. (2005b), p. 39
43. ↑  Senter (2006), p. 1029
44. ↑  Foster (2007), p. 78, 179
45. ↑  Paul (1988a), p. 188–189; Norman (1990), p. 280
46. 1 2  Glut (1997), p. 645
47. ↑  Holtz et al. (2004), p. 71
48. ↑  Paul (1988a), p. 302; Paul (1988b), p. 3, 6
49. ↑  Paul (2010), p. 124
50. ↑  Paul (2002), p. 262; Senter (2006), p. 1030
51. ↑  Rothschild, B., Tanke, D. H., and Ford, T. L., 2001, Theropod stress fractures and tendon avulsions as a clue to activity: In: Mesozoic Vertebrate Life, edited by Tanke, D. H., and Carpenter, K., Indiana University Press, p. 331-336.
52. ↑  Senter (2006), p. 1029–1030
53. 1 2 3  Senter (2006), p. 1030–1031
54. ↑  Senter (2006), p. 1032
55. ↑  Senter (2006), p. 1030–1032
56. ↑  Senter (2006), p. 1031
57. ↑  Osborn (1917), p. 733–734; Glut (1997), p. 645
58. ↑  Norman (1985), p. 39
59. ↑  Norman (1985), p. 39; Paul (1988), p. 306; Foster (2007), p. 179; Long and Schouten (2008), p. 73
60. ↑  Norman (1985), p. 42
61. ↑  Lambert (1993), p. 78
62. 1 2  Foster (2007), p. 180
63. ↑  Foster (2007), p. 180–181
64. ↑  Paul (1988a), p. 404
65. ↑  Witmer (1992), p. 444
66. ↑  Paul (1988a), p. 122–123, 211
67. ↑  Bakker (1986), p. 99, 310
68. ↑  Chatterjee and Templin (2004), p. 277; Fastovsky and Weishampel (2005), p. 329–330; Currie (2005), p. 368
69. 1 2  Foster (2007), p. 179